# 이만석
이만석은 대한민국의 기독교 목사이다. 과거 이슬람 국가 이란에서 한인교회 담임목사였으며, 최근들어 이란 당국에서 비자가 더 이상 나오지 않게 된 이후 한국으로 돌아와 활동하고 있다. 
이슬람의 진실을 알리고 있다 